# Candelario
Candelario è un comune spagnolo di 1 038 abitanti situato nella comunità autonoma di Castiglia e León.

## Geografia fisica

### Territorio
Paese di montagna, a più di 1000 metri d'altezza, è caratterizzato dall'area naturale protetta che prende il suo nome fatta di boschi dalle secolari querce e da castagni. Si trova all'estremo sud-est della provincia della Salamanca, all'interno del territorio si presenta il bacino idrico del Navamuño.

### Clima
Ha una precipitazione media di 897 mm di acqua annui e una temperatura media intorno ai 10 gradi. In inverno ci si avvicina spesso allo 0, mentre in estate la media si attesta intorno ai 26.

## Storia
L'origine della paese è molto antica, era una colonia di pastori asturiani già dall'epoca romana. I ritrovamenti su delle mura antiche del dio Giano confermano l'ipotesi di longevità degli studiosi. Dopo la riconquista cristiana il territorio ha fatto parte del comune di Avila. Nell'anno 1209, grazie ad Alfonso VIII di Castiglia entra a far parte dell'ampia regione della Sierra de Béjar. Nel 1833, con le attuali province, entra a far parte del territorio di Salamanca e della comunità autonoma di Castiglia e León.

## Gemellaggi
- Rivodutri